# Arhitektura u 1896.
◄◄ | ◄ | 1893. | 1894. | 1895. | 1896.  | 1897. | 1898. | 1899. | ► | ►►
Arhitektura • Astronomija • Biologija • Film • Fotografija • Glazba • Kazalište • Kemija • Kiparstvo • Knjige • Književnost • Kršćanstvo • Meteorologija • Medicina • Planinarstvo • Politika • Pravo • Promet • Slikarstvo • Strip • Šport • Znanost • Zrakoplovstvo • Željeznički promet
Arhitektura u 1896.

## Hrvatska i u Hrvata

### Zgrade i druge građevine
- Dovršetak gradnje crkve Bezgrješnog začeća BDM u Splitu (započeta 1895.)

## Vanjske poveznice
|  | Zajednički poslužitelj ima još gradiva o temi Arhitektura u 1890-im |